# Hollywood Daffy
Ne doit pas être confondu avec Daffy à Hollywood.
Hollywood Daffy est un court métrage d'animation américain réalisé par Hawley Pratt, sorti en 1946.
Le film, produit par Warner Bros met en scène Daffy Duck.

## Fiche technique
- Réalisation : Hawley Pratt
- Scénario : Michael Maltese
- Production : Leon Schlesinger	.
- Musique originale : Carl W. Stalling
- Montage et technicien du son : Treg Brown (non crédité)
- Durée : 7 minutes
- Pays : États-Unis
- Langue : anglais
- Distribution : 1946 : Warner Bros. Pictures
- Format : 1,37 :1 Technicolor Mono
- Date de sortie : 
  - États-Unis : 22 juin 1946

## Voix françaises

### Premier doublage (années 1970)
- Pierre Trabaud : Daffy Duck

### Redoublage (2000)
- Patrick Guillemin : Daffy Duck